# Nikolaus Hubert
Nikolaus Hubert (* 14. Juni 1927 in Ittersdorf; † 1. März 2015) war ein deutscher Politiker der CDU.

## Leben und Tätigkeit
Hubert trat 1955 in die CDU Saar ein, deren Vorsitzender im Kreisverband Saarbrücken-Land er einige Zeit lang war. 1967 wurde er zum letzten Bürgermeister der eigenständigen Gemeinde Niedersalbach gewählt, bis diese 1974 nach Heusweiler eingemeindet wurde. Danach gehörte er von 1974 bis 1994 (mit einer Unterbrechung) dem Gemeinderat von Heusweiler an und war von 1988 bis 1991 noch einmal Ortsvorsteher von Niedersalbach. Auf ihn gehen die Errichtung des Bürgerhauses Niedersalbach und die Gründung des Heimat- und Verkehrsvereins Niedersalbach sowie die Städtepartnerschaft von Heusweiler und Orvault zurück. Darüber hinaus gehörte er dem Landtag des Saarlandes von 1970 bis 1980 als Abgeordneter an.
Hubert starb nach kurzer Krankheit und wurde am 6. März 2015 in Heusweiler beigesetzt.

## Ehrungen
Hubert wurde am 18. März 1994 mit dem Saarländischen Verdienstorden ausgezeichnet.